# Kormoran nowozelandzki
Kormoran nowozelandzki (Leucocarbo chalconotus) – gatunek dużego ptaka z rodziny kormoranów (Phalacrocoracidae). Endemit Nowej Zelandii, narażony na wyginięcie.

## Występowanie
Kormoran nowozelandzki jest endemitem Nowej Zelandii, występuje na południowym i południowo-wschodnim wybrzeżu Wyspy Południowej oraz na Wyspie Stewart.

## Systematyka
Jako pierwszy zgodnie z zasadami nazewnictwa binominalnego gatunek ten opisał brytyjski zoolog George Robert Gray w 1845 roku, nadając mu nazwę Gracalus chalconotus. Do opisu dołączona była tablica barwna nr 21. Jako miejsce typowe autor wskazał Otago na nowozelandzkiej Wyspie Południowej. Obecnie gatunek umieszczany jest w rodzaju Leucocarbo.
Zwykle wyróżnia się dwa podgatunki Leucocarbo chalconotus:
- L. c. chalconotus (G.R. Gray, 1845) – kormoran nowozelandzki – południowo-wschodnie wybrzeże Wyspy Południowej,
- L. c. stewarti (Ogilvie-Grant, 1898) – kormoran zmienny – południowe wybrzeże Wyspy Południowej, Wyspa Stewart.

Kormoran zmienny (L. c. stewarti) niekiedy uznawany był za osobny gatunek, a czasami bywał synonimizowany z L. chalconotus. Dawniej kormoran nowozelandzki bywał często uznawany za podgatunek kormorana szorstkodziobego (L. carunculatus).

## Charakterystyka

### Morfologia
Osiąga około 68 cm długości oraz masę ok. 2,5 kg. Występują dwie odmiany tego gatunku różniące się ubarwieniem. Mniej pospolita (20–30% populacji) zwykle ma ciemną głowę oraz biały brzuch i gardło. Częstsza odmiana (70–80% populacji) jest w całości pokryta czarno-brązowawymi piórami z zielonym połyskiem na skrzydłach i niebieskim połyskiem na ciele. Młode osobniki zwykle mają mniej błyszczące pióra.

### Zachowanie
Zazwyczaj zakładają kolonie na stromych zboczach, przy wybrzeżu. Poruszają się również w pobliżu brzegu, zaobserwowano je najdalej w odległości 10 km od brzegu.

### Dieta
Żywią się głównie rybami dennymi oraz bezkręgowcami. Zróżnicowanie diety zależy od sezonu, wiosną ryby stanowią 85% masy pożywienia, natomiast zimą tylko 45%. Polując, mogą zanurkować nawet do 30 metrów.

### Rozmnażanie
Gatunek jest monogamiczny. Ich sezon lęgowy trwa od maja od listopada. Tworzą gniazdo z błota o szerokości 0,5 m i wysokości 1–1,5 m. Samica składa 1 do 3 jaj od maja do września. Jajo ma 66 mm długości i 42 mm szerokości i jest jasnoniebieskie. Wysiadywaniem zajmują się na zmianę samica i samiec. Są zdolne do reprodukcji od 3 roku życia.

## Status
W Czerwonej księdze gatunków zagrożonych IUCN kormoran nowozelandzki jest klasyfikowany jako gatunek narażony na wyginięcie (VU, Vulnerable). W 1994 roku szacowano, że populacja tych ptaków liczy 5000–8000 osobników (czyli około 3300–5300 osobników dorosłych). Trend liczebności populacji oceniany jest jako spadkowy.